# 5326 Vittoriosacco
5326 Vittoriosacco è un asteroide della fascia principale. Scoperto nel 1988, presenta un'orbita caratterizzata da un semiasse maggiore pari a 2,5421798 au e da un'eccentricità di 0,1240720, inclinata di 15,04795° rispetto all'eclittica.
L'asteroide è dedicato all'astronomo amatoriale italiano Vittorio Sacco.